# Bischberg
Bischberg ist eine Gemeinde im oberfränkischen Landkreis Bamberg etwa fünf Kilometer westlich von Bamberg am Zusammenfluss von Regnitz und Main und zählt zur Metropolregion Nürnberg.
Der Ortsname leitet sich von Bischofsberg ab. Der Bischof von Würzburg soll dem Ortsgründer aufgetragen haben, am Zusammenfluss von Main und Regnitz einen Stützpunkt anzulegen.

## Geografie
Die Gemeinde liegt in der Planungsregion Oberfranken-West.

### Nachbargemeinden
| Viereth-Trunstadt | Oberhaid (Oberfranken)                      | Hallstadt |
| Lisberg           | Kompassrose, die auf Nachbargemeinden zeigt | Bamberg   |
| Walsdorf          | Stegaurach                                  |           |

### Gemeindegliederung
Es gibt fünf Gemeindeteile (in Klammern ist der Siedlungstyp angegeben):
- Bischberg (Pfarrdorf)
- Rothhof (Einödhof)
- Trosdorf (Kirchdorf)
- Tütschengereuth (Kirchdorf)
- Weipelsdorf (Dorf)

Es gibt die Gemarkungen  Bischberg, Trosdorf und Tütschengereuth.

### Einwohnerzahlen
Die Einwohnerzahlen am 1. Januar 2025 im Vergleich zum Vorjahr:
| Gemeindeteil           |     | Hauptwohnsitz | +/-   | Nebenwohnsitz | +/-  |       | Gesamt | +/-   |
| ---------------------- | --- | ------------- | ----- | ------------- | ---- | ----- | ------ | ----- |
|                        |     |               |       |               |      |       |        |       |
| Bischberg incl. Rothof |     | 4.348         | (-29) | 216           | (-5) |       | 4.564  | (-34) |
| Trosdorf               | 877 | (-15)         | 27    | (+3)          | 904  | (-12) |        |       |
| Tütschengereuth        | 685 | (+22)         | 21    | (0)           | 706  | (+22) |        |       |
| Weipelsdorf            | 218 | (+3)          | 19    | (+1)          | 237  | (+4)  |        |       |
|                        |     |               |       |               |      |       |        |       |
| Gesamt                 |     | 6.128         | (-19) | 283           | (-1) |       | 6.411  | (-20) |

## Geschichte

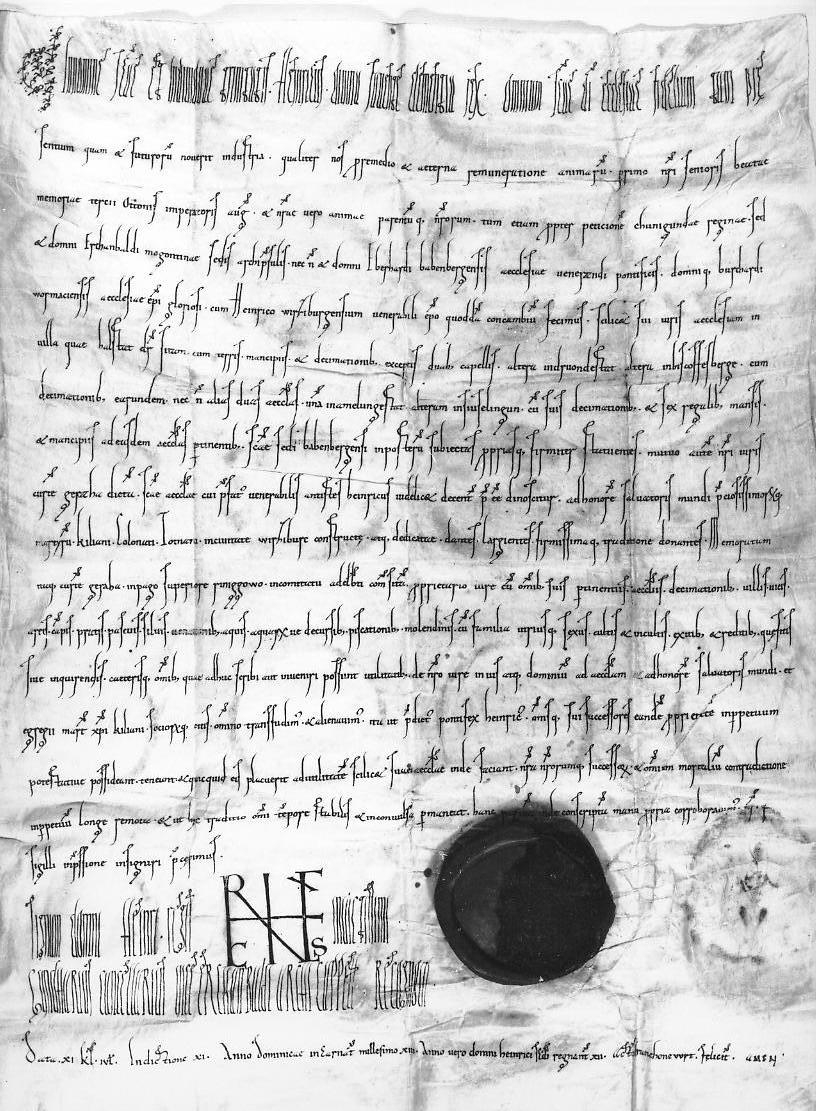
Urkunde aus dem Jahr 1013, in der Bischberg erstmals erwähnt ist

Bevölkerungsentwicklung seit 1840

### Bis zur Gemeindegründung
Bischberg wurde 1013 durch  König Heinrich II. erstmals urkundlich als „Biscoffesberge“ erwähnt. Die erste Siedlung wurde wohl auf einer Anhöhe errichtet, wovon sich der Ortsname ableitet.
Bischberg gehörte vor der Säkularisation zum Hochstift Bamberg, ab 1500 zum Fränkischen Reichskreis. Bedeutendster Grundherr war das Kloster Michelsberg, das im 18. Jahrhundert auch die Ortsherrschaft innehatte. Seit dem Reichsdeputationshauptschluss von 1803 gehörte der Ort wie weite Teile Frankens zum Königreich Bayern (Siehe auch Geschichte Frankens).  Im Zuge der Verwaltungsreformen in Bayern entstand mit dem Gemeindeedikt von 1818 die heutige Gemeinde.

### Eingemeindungen
Im Zuge der Gebietsreform in Bayern wurde die Gemeinde Trosdorf am 1. Mai 1978 eingegliedert.

### Einwohnerentwicklung
Im Zeitraum 1988 bis 2018 wuchs die Gemeinde von 5299 auf 6068 um 769 Einwohner bzw. um 14,5 %.

### Flößerei
Durch die Lage am Zusammenfluss von Main und Regnitz wurde der Ort für die Flößer aus dem Frankenwald zu einer wichtigen Station. Es war der zweite Halteplatz nach Schwürbitz für die aus der Kronacher Gegend kommenden Flöße. Weil dort die Regnitz den Main wesentlich verstärkte, wurden die Böden in Bischberg zu Mainflößen zusammengefügt, die etwa hundert Meter lang und acht Meter breit waren. Die Verkehrsentwicklung auf Straße und Schiene ließ die Flößerei aussterben.

## Religion
Laut Zensus 2022 waren 60,6 % der Einwohner römisch-katholisch und 12,7 % evangelisch-lutherisch. 26,8 % hatten eine andere Religion oder waren konfessionslos.
Am 9. Mai 2011 waren laut Zensus 71,5 % der Einwohner römisch-katholisch und 14,4 % evangelisch-lutherisch. 14,1 % hatten eine andere Religion oder waren konfessionslos.

## Politik

### Bürgermeister
Berufsmäßiger Erster Bürgermeister ist seit 1. Mai 2020 Michael Dütsch (Wählergemeinschaft Bürgerinitiative), der sich in einer Stichwahl mit 55,44 % der Stimmen gegen Georg Schmitt (CSU) durchsetzte. Sein Vorgänger war seit 1996 Johann Pfister (Bürger-Initiative). Dieser setzte sich zuletzt bei der Wahl 2014 bei drei Gegenkandidaten mit 54,49 % der Stimmen durch.
| Nr. | Nr. | Bild | Name (Lebensdaten)         | Partei | Amtsantritt | Ende der Amtszeit | Länge der Amtszeit |
| --- | --- | ---- | -------------------------- | ------ | ----------- | ----------------- | ------------------ |
|     | 1   |      | Alfred Wachter (1923–1997) | CSU    | 1978        | 1990              | 12 Jahre           |
|     | 2   |      | Andreas Will (* 1950)      | CSU    | 1990        | 1996              | 6 Jahre            |
|     | 3   |      | Johann Pfister (1950–2020) | BI     | 1996        | 2020              | 24 Jahre           |
|     | 4   |      | Michael Dütsch (* 1976)    | BI     | 2020        |                   |                    |

### Gemeinderat
Der Gemeinderat besteht aus dem Ersten Bürgermeister und den Gemeinderatsmitgliedern.

#### Ergebnisse der Gemeinderatswahlen
Die Wahl am 15. März 2020 führte in der Gemeinde Bischberg zu folgendem Ergebnis:
| Gemeinderatswahl 2020 | Gemeinderatswahl 2020 |
| --- | --- |
| Stimmenanteil in %Wahlbeteiligung 67,17 % (2014: 64,5 %) %3020100 28,312,414,19,7n. k.24,04,76,8 CSUGrüneSPDFWdFWGeBIABFFBGewinne und Verlusteim Vergleich zu 2014 %p 10 8 6 4 2 0 −2 −4 −6 −8+3,1+4,2+1,0+9,7−7,1−4,6−7,1+0,8CSUGrüneSPDFWFWGBIABFFBAnmerkungen:d 2020 erstmals angetretene 2020 nicht angetreten | Verteilung der Gemeinderatsmitglieder (2020 bis 2026)Insgesamt 20 Sitze - Grüne: 2 - SPD: 3 - CSU: 6 - FW: 2 - BI: 5 - AB: 1 - FFB: 1 - AB: Aktive Bürger - BI: Wählergemeinschaft Bürgerinitiative - FFB: Forum für Bischberg - FWG: Freie Wählergemeinschaft |

Sitzverteilung seit 1978
| Jahr | Gesamt | BI | CSU | AB | SPD | Grüne | FW | FWG | FFB | BB | WGr |
| ---- | ------ | -- | --- | -- | --- | ----- | -- | --- | --- | -- | --- |
| 2020 | 20     | 5  | 6   | 1  | 3   | 2     | 2  |     | 1   |    |     |
| 2014 | 20     | 6  | 5   | 3  | 2   | 2     |    | 1   | 1   |    |     |
| 2008 | 20     | 6  | 6   | 2  | 3   | 1     |    | 1   | 1   |    |     |
| 2002 | 20     | 7  | 5   | 2  | 3   | 1     |    | 1   | 1   |    |     |
| 1996 | 20     | 7  | 8   |    | 3   | 1     |    | 1   |     | BI |     |
| 1990 | 20     | 5  | 7   |    | 6   |       |    | 2   |     | BI |     |
| 1984 | 20     | 3  | 8   |    | 5   |       |    | 1   |     | 3  |     |
| 1978 | 16     |    | 7   |    | 4   |       |    | 3   |     |    | 2   |

- AB: Aktive Bürger
- BB: Bürgerblock, 1990 und 1996 Listenverbindung mit BI
- BI: Wählergemeinschaft Bürgerinitiative
- FFB: Forum für Bischberg
- FWG: Freie Wählergemeinschaft
- WGr: Wählergruppen

### Wappen
| Wappen von Bischberg | Blasonierung: „In Rot über silbernem Dreiberg zwei schräg gekreuzte, zugekehrte silberne Bischofsstäbe, überdeckt von einer goldenen Schalenwaage.“ |
| Wappen von Bischberg | Wappenbegründung: Der Dreiberg und die beiden Bischofsstäbe stehen „redend“ für die beiden Bestandteile des Wortes Bischberg. Die Bischofsstäbe stehen außerdem für die Hochstifte Würzburg und Bamberg. Die Waage symbolisiert als ein Attribut des Erzengels Michael das Bamberger Kloster Michelsberg, das im 18. Jahrhundert die Herrschaft über den Ort hatte. Das heutige Wappen wurde 1968 vom bayerischen Innenministerium genehmigt. |

### Städtepartnerschaften
Seit August 1987 besteht eine Partnerschaft mit Montauban-de-Bretagne, Frankreich.

## Bildungseinrichtungen
Die Gemeinde verfügt über folgende Bildungseinrichtungen:
- Grundschule Bischberg
- Mittelschule Bischberg

## Freizeit- und Sportanlagen
In den Gemeindeteilen gibt es jeweils Fußballplätze und unterhalb der Bischberger Hauptschule ein gemeindliches Hallenbad mit einem 25-Meter-Becken.

## Kultur und Sehenswürdigkeiten
Dachverband der Bischberger Vereine ist der Ortskulturring Bischberg.

### Sport und Sportvereine
- Die RKB Solidarität Bischberg 1925 e. V. ist mehrfacher Deutscher Meister im Rasenradball.
- Die erste Mannschaft des Fußballclubs 1. FC Bischberg 1926 e. V. spielt in der Kreisklasse Bamberg 1; die Jugendabteilung besitzt Mannschaften von der G- bis zur A-Jugend.
- Derzeit hat der Sportkegelklub 1. SKK Bischberg e. V. 95 Mitglieder, davon sind 40 aktiv. Die Erste Damenmannschaft spielt in der Regionalliga Oberfranken/Unterfranken, die Erste Herrenmannschaft in der Bezirksliga Süd und die Jugend in der Bezirksklasse Süd. Für den Verein gewannen mehrere Akteure die Deutsche Meisterschaft.
- TC Bischberg e. V. (5 Tennisplätze beim Ortsteil Weipelsdorf)
- Die Mannschaften des Basketballvereins Bischberg Baskets e. V.(U 10, U 12, U 14, U 16, Damen, Herren) spielen von der Kreisklasse bis zur Bezirksoberliga. Die 1. Herrenmannschaft verpasste in der Saison 2013/14 nur knapp den Aufstieg in die höchste Basketballliga Oberfrankens (Bezirksoberliga).

### Museen
Im Ort befindet sich das Fränkische Fischereimuseum.

### Bauwerke

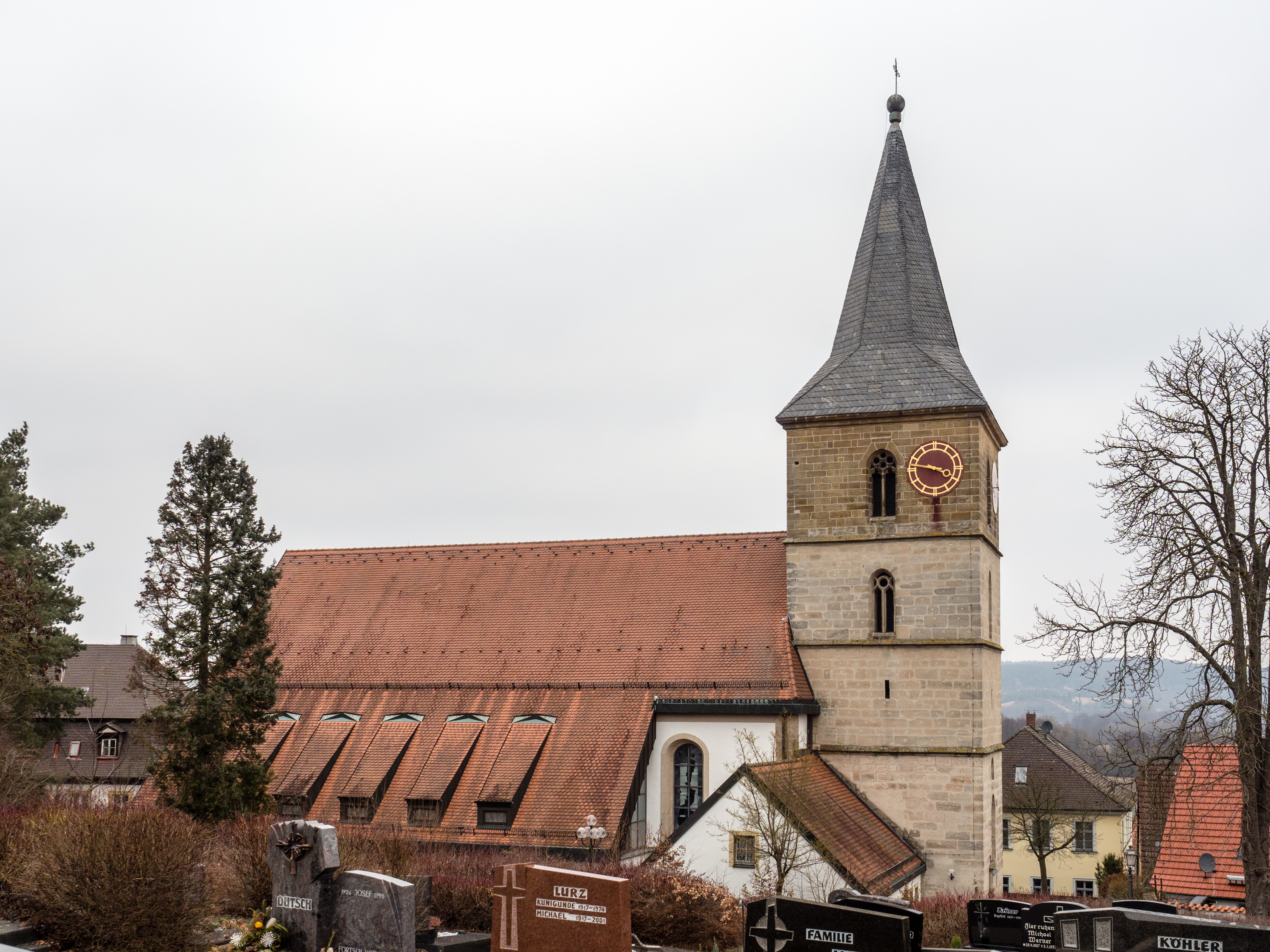
Katholische Pfarrkirche St. Markus

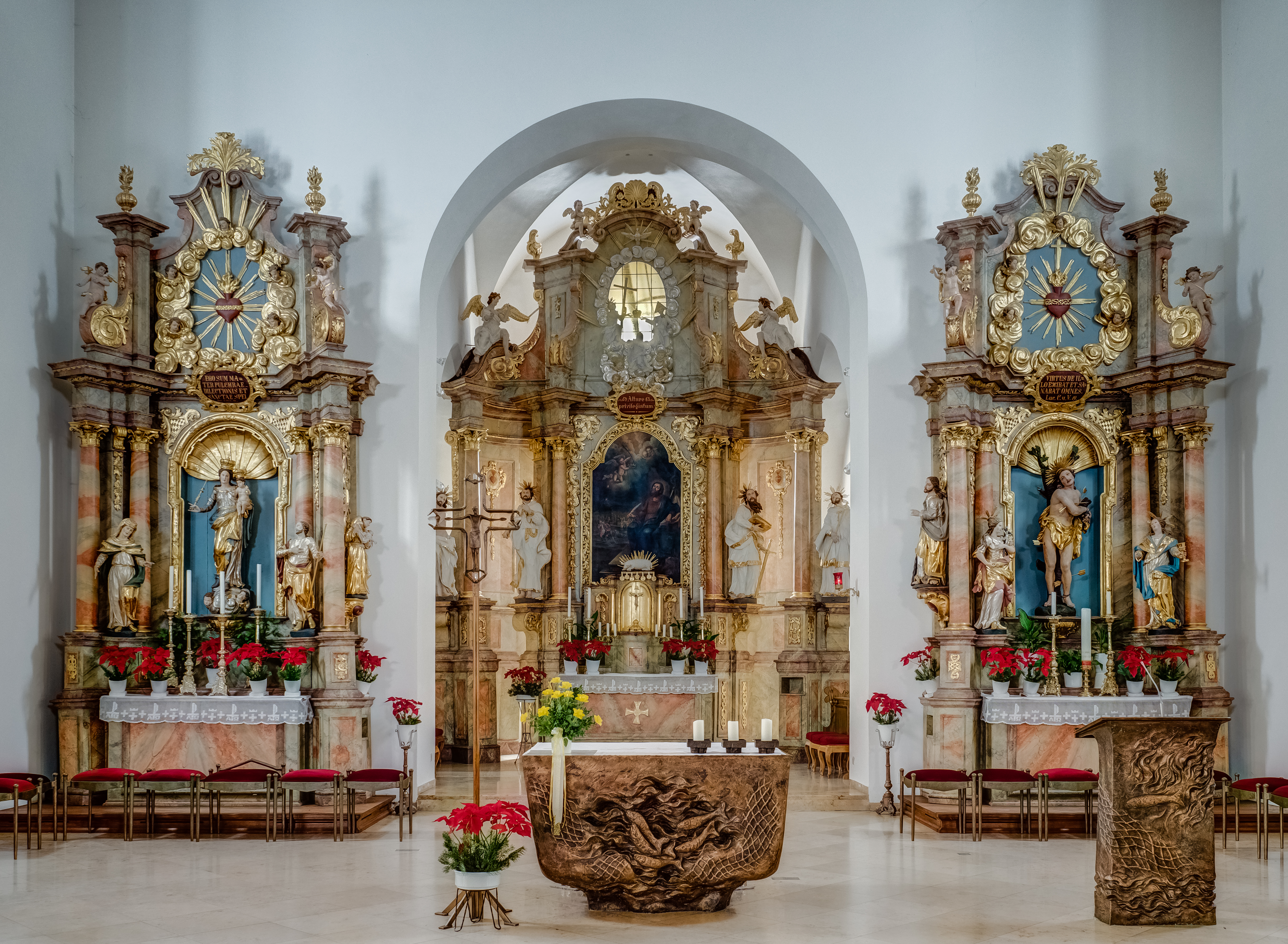
Altarraum von St. Markus

Auffälligstes Bauwerk neben der Kirche ist das Untere Schloss, 1743 von Carl Maximilian Zollner von Brand anlässlich seiner Vermählung errichtet. Heute wird es als Standesamt genutzt und dient verschiedenen Vereinen für Proben und Veranstaltungen. Bis 2020 beherbergte das Gebäude ein griechisches Speiselokal, welches sich räumlich umorientierte. Über die zukünftige Nutzung des Unteren Schlosses berät aktuell der Gemeinderat.

### Regelmäßige Veranstaltungen
Die Bischberger Kirchweih findet jährlich von Freitag bis Montag um den ersten Sonntag im September statt.

### Kulinarische Spezialitäten
Durch die örtliche Fischerzunft gefangene und vermarktete Main- und Regnitzfische.

## Wirtschaft und Infrastruktur

### Verkehrsanbindung
- B 26 von Riedstadt (Groß-Gerau) nach Bamberg
- Maintalautobahn A 70 von Schweinfurt nach Bayreuth
- BA 36, Ortsverbindung nach Bamberg
- VGN-Stadtbusanbindung Linie 906 Bamberg (früher: Linie 6) und Linie 995 Viereth-Trunstadt (früher: OVF-Linie 601) sowie Linie 994 Priesendorf (früher: OVF-Linie 641) nach Bamberg sowie OVF-Linie 8229 Eltmann-Knetzgau (VGN-Bereich: Linie 952)
- Nächstgelegene Bahnstationen sind die Bahnhöfe in Bamberg, Hallstadt und Oberhaid.

 Busverbindung in der Gemeinde
| 906                 | Stadtwerke Bamberg Verkehrs- und Park GmbH    | Bamberg (ZOB) – Bischberg (– Trosdorf Industriegebiet) |
| 952                 | Basel Reisen GmbH & Co. KG im Auftrag von OVF | Linienbündel 7: Bamberg (Bahnhof/Markusplatz) – Bischberg – Viereth-Trunstadt – Eltmann – Sand (– Knetzgau)                                                 |
| 988                 | BusClassic GmbH                               | Linienbündel 6: Schülerverkehr: Viereth-Trunstadt – Bischberg – Stegaurach – Stappenbach                                                                    |
| 994                 | Green Mobility Connection GmbH                | Linienbündel 8: Bamberg (Bahnhof/ZOB/Markusplatz) – Bischberg – Priesendorf (– Lisberg)                                                                     |
| 995                 | Basel Reisen GmbH & Co. KG                    | Linienbündel 7: Bamberg (Bahnhof/ZOB/Markusplatz) – Bischberg – Viereth-Trunstadt Schülerverkehr: Bischberg Grundschule – Viereth Schule – Trunstadt Schule |
| Stand: 01. Aug 2024 |                                               | |

### Highspeed Internet
Bischberg ist seit 2011 weitgehend mit schnellen DSL-Anschlüssen versorgt. Im März 2017 wurde zudem ein Vertrag mit dem Stadtnetz Bamberg unterzeichnet, der die Versorgung des Industriegebietes der Gemeinde Bischberg mit Glasfaserleitungen bis in die Gebäude vorsieht. Das Vorhaben wird vom Freistaat Bayern gefördert.

### Brauereien
Auf dem Gemeindegebiet besteht noch die Brauerei zur Sonne in Bischberg. Bis 1995 gab es die Brauerei Zellmann im Gemeindeteil Tütschengereuth. Heute lässt sie ihr Bier bei der Schlossbrauerei Reckendorf brauen. In Trosdorf war die Brauerei Steuer bis 1968 und die Brauerei Wachter bis 1975 ansässig.

### Freiwillige Feuerwehren
Freiwillige Feuerwehren bestehen in Bischberg, Trosdorf und Tütschengereuth. In Weipelsdorf gibt es eine Löschgruppe.

## Persönlichkeiten

### Söhne und Töchter der Gemeinde
- Johann Leicht (1868–1940), Politiker (Zentrum, BVP)
- Philipp Kröner (1908–1964), katholischer Theologe, Landescaritasdirektor, Mitglied des Bayerischen Senats

### Mit Bischberg verbunden
- Walter Sage (1930–2017), deutscher Mittelalterarchäologe, lebte und starb in Bischberg